# Верховное главнокомандование ОВС НАТО в Европе
Верховное главнокомандование ОВС НАТО в Европе (англ. Supreme Headquarters Allied Powers Europe, SHAPE) — центральный штаб объединённых вооружённых сил НАТО в Европе. Его всегда возглавляет четырёхзвёздный американский генерал либо адмирал.

## История

Современная эмблема главного штаба в Монсе

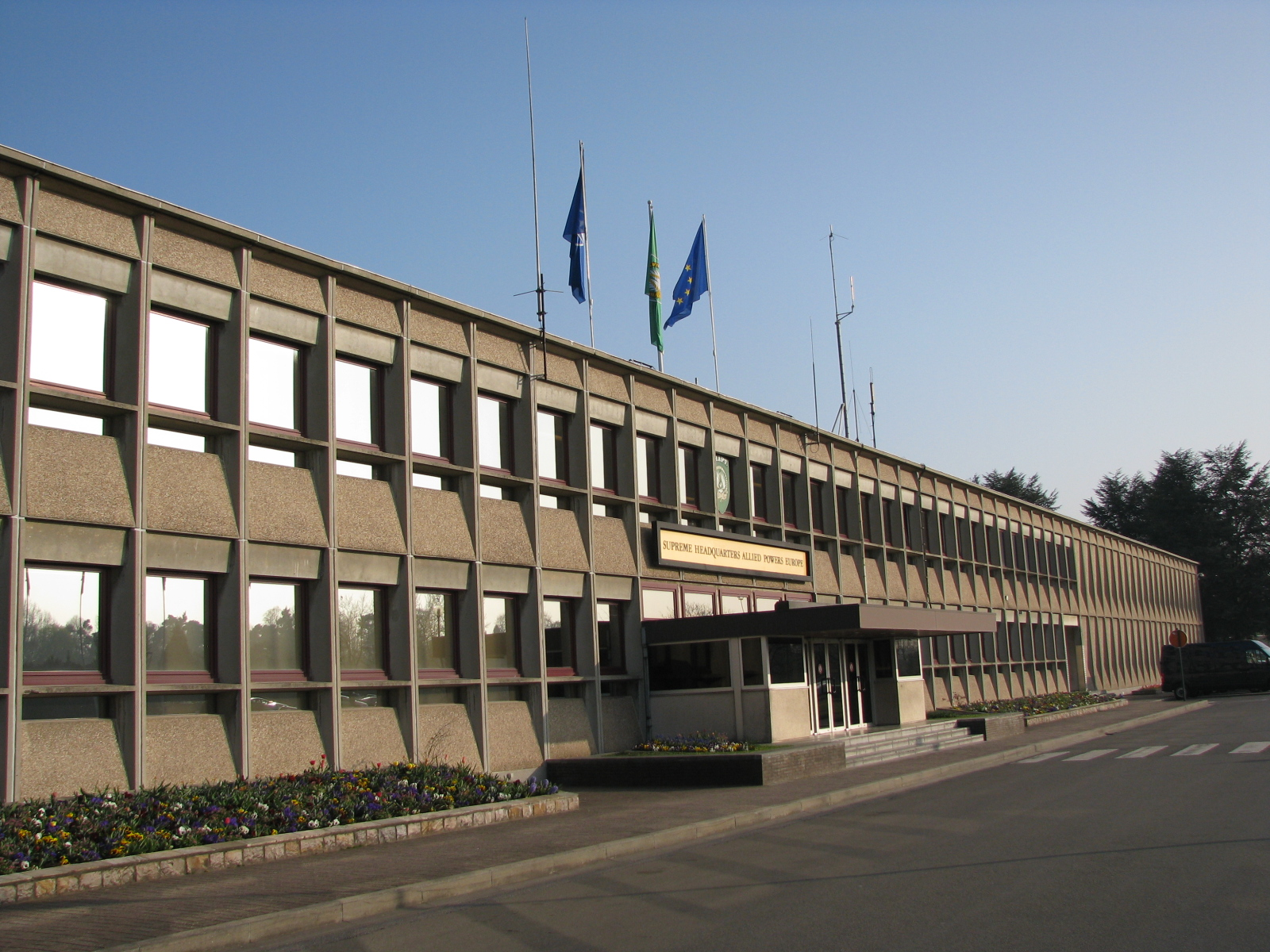
Штаб-квартира Верховного главнокомандования

Интегрированная военная структура НАТО была создана после того, как Корейская война выдвинула вопрос о прочности обороны в Европе в случае возможного столкновения с СССР. 
Первым командующим НАТО в Европе стал генерал армии США Дуайт Эйзенхауэр, руководивший высадкой союзников в Нормандии и командовавший войсками Союзников против Германии во время Второй мировой войны. 19 декабря 1950 года Североатлантический совет объявил о назначении генерала Эйзенхауэра первым Верховным командующим объединёнными вооружёнными силами НАТО в Европе. Эйзенхауэр прибыл в Париж 1 января 1951 года и сразу же приступил к формированию новой структуры. Планированием занимались в гостинице «Астория», которая располагалась в центре Парижа. Постоянная штаб-квартира НАТО была построена в коммуне Рокканкур.

## Изначальная структура
В первые годы Холодной войны главком НАТО управлял из Парижа четырьмя штабами объединённых сил альянса: в Северной Европе (Осло), в Центральной Европе (Фонтенбло), на юге Европы (Неаполь) и в Средиземноморском бассейне (Мальта).

## Современная структура
В марте 1967 года военное командование альянса переехало из Франции в бельгийский город Монс, точнее в его пригород Касто. С тех пор и по сегодняшний день Верховному главнокомандующему ОВС НАТО в Европе подчиняются два штаба:
- Северный — в Брюнсюме (Нидерланды)
- Южный — в Неаполе (Италия)[4]

В 2018 году в связи с ростом российской угрозы для свободного судоходства в Атлантике к ним добавился Западный штаб — в Норфолке (США). C весны 2022 года также действует и Восточный штаб Йокосука (Япония). 

### Прочие штабы альянса
- Командование ВВС (AIRCOM) — Рамштайн (Германия)
- Командование Сухопутными войсками (LANDCOM) — Измир (Турция)
- Командование ВМС (MARCOM) — Лондон (Великобритания)
- Командование силами морского десанта (STRIKFORNATO иначе Strike Force NATO) — Оэйраш (Португалия)
- Командование сил специальных операций (SOFCOM) — Монс (Бельгия)
- Командование передовыми силами (FLF) — Миккели (Финляндия)
- Командование тыловыми подразделениями — Ульм (Германия)
- Командование информационными системами (NCISG) — Монс (Бельгия)

## Список всех Верховных главнокомандующих ОВС НАТО в Европе
|       | Имя                            | Фото | Принадлежность            | Назначение      | Снятие          |
| ----- | ------------------------------ | ---- | ------------------------- | --------------- | --------------- |
| 1.    | Генерал армии Дуайт Эйзенхауэр |      | Армия США                 | 2 апреля 1951   | 30 мая 1952     |
| 2.    | Генерал Мэтью Риджуэй          |      | Армия США                 | 30 мая 1952     | 11 июня 1953    |
| 3.    | Генерал Альфред Грюнтер        |      | Армия США                 | 11 июня 1953    | 20 ноября 1956  |
| 4.    | Генерал Лорис Норстад          |      | Военно-воздушные силы США | 20 ноября 1956  | 1 января 1963   |
| 5.    | Генерал Лайман Лемницер        |      | Армия США                 | 1 января 1963   | 1 июля 1969     |
| 6.    | Генерал Эндрю Гудпастер        |      | Армия США                 | 1 июля 1969     | 15 декабря 1974 |
| 7.    | Генерал Александр Хейг         |      | Армия США                 | 15 декабря 1974 | 1 июля 1979     |
| 8.    | Генерал Бернард Роджерс        |      | Армия США                 | 1 июля 1979     | 26 июня 1987    |
| 9.    | Генерал Джон Гэлвин            |      | Армия США                 | 26 июня 1987    | 23 июня 1992    |
| 10.   | Генерал Джон Шаликашвили       |      | Армия США                 | 23 июня 1992    | 22 октября 1993 |
| 11.   | Генерал Джордж Джулван         |      | Армия США                 | 22 октября 1993 | 11 июля 1997    |
| 12.   | Генерал Уэсли Кларк            |      | Армия США                 | 11 июля 1997    | 3 мая 2000      |
| 13.   | Генерал Джозеф Ралстон         |      | Военно-воздушные силы США | 3 мая 2000      | 17 января 2003  |
| 14.   | Генерал Джеймс Джонс           |      | Корпус морской пехоты США | 17 января 2003  | 7 декабря 2006  |
| 15.   | Генерал Банц Крэддок           |      | Армия США                 | 7 декабря 2006  | 2 июля 2009     |
| 16.   | Адмирал Джеймс Ставридис       |      | Военно-морские силы США   | 2 июля 2009     | 13 мая 2013     |
| 17.   | Генерал Филип Бридлав          |      | Военно-воздушные силы США | 13 мая 2013     | 4 мая 2016      |
| 18.   | Генерал Кёртис Скапаротти      |      | Армия США                 | 4 мая 2016      | 3 мая 2019      |
| 19.   | Генерал Тод Уолтерс            |      | Военно-воздушные силы США | 3 мая 2019      | 4 июля 2022     |
| 20.   | Генерал Кристофер Каволи       |      | Армия США                 | 4 июля 2022     | 4 июля 2025     |
| 21.   | Генерал Алекс Гринкевич        |      | Военно-воздушные силы США | 4 июля 2025     |                 |
| [ 5 ] |                                |      |                           |                 |                 |

## Список заместителей Верховного главнокомандующего ОВС НАТО в Европе
С января 1978 по июнь 1993 было два заместителя: один — британский (первый заместитель), второй — немецкий (начальник штаба).
 С 2003 года должность заместителя называется глава оперативного командования ОВС НАТО в Европе.
|     | Имя                                | Фото | Принадлежность             | Назначение       | Снятие           |
| --- | ---------------------------------- | ---- | -------------------------- | ---------------- | ---------------- |
| 1.  | фельдмаршал Бернард Монтгомери     |      | Британская Армия           | 2 апреля 1951    | 23 сентября 1958 |
| 2.  | генерал Ричард Гейл                |      | Британская Армия           | 23 сентября 1958 | 22 сентября 1960 |
| 3.  | генерал Хью Стоквелл               |      | Британская Армия           | 22 сентября 1960 | 1 января 1964    |
| 4.  | Маршал Королевских ВВС Томас Пайк  |      | Королевские ВВС            | 1 января 1964    | 1 марта 1967     |
| 5.  | генерал Роберт Брэй                |      | Британская Армия           | 1 марта 1967     | 1 декабря 1970   |
| 6.  | генерал Десмонд Фицпатрик          |      | Британская Армия           | 1 декабря 1970   | 12 ноября 1973   |
| 7.  | генерал Джон Могг                  |      | Британская Армия           | 12 ноября 1973   | 12 марта 1976    |
| 8.  | генерал Гарри Тузо                 |      | Британская Армия           | 12 марта 1976    | 2 ноября 1978    |
| 9.  | генерал Герд Шмюкле                |      | Сухопутные войска Германии | 3 января 1978    | 1 апреля 1980    |
| 10. | генерал Джек Харман                |      | Британская Армия           | 2 ноября 1978    | 9 апреля 1981    |
| 11. | адмирал Гюнтер Лютер               |      | ВМС Германии               | 1 апреля 1980    | 1 апреля 1982    |
| 12. | Главный маршал авиации Питер Терри |      | Королевские ВВС            | 9 апреля 1981    | 16 июля 1984     |
| 13. | генерал Гюнтер Кислинг             |      | Сухопутные войска Германии | 1 апреля 1982    | 2 апреля 1984    |
| 14. | генерал Ханс-Иоахим Мак            |      | Сухопутные войска Германии | 2 апреля 1984    | 1 октября 1987   |
| 15. | генерал Эдвард Бурджесс            |      | Британская Армия           | 16 июля 1984     | 26 июня 1987     |
| 16. | генерал Джон Эйкхёрст              |      | Британская Армия           | 26 июня 1987     | 17 января 1990   |
| 17. | генерал Эберхард Эймлер            |      | ВВС Германии               | 1 октября 1987   | 2 октября 1990   |
| 18. | генерал Брайан Кенни               |      | Британская Армия           | 17 января 1990   | 5 апреля 1993    |
| 19. | генерал Дитер Клаусс               |      | Сухопутные войска Германии | 2 октября 1990   | 1 июля 1993      |
| 20. | генерал Джон Уотерс                |      | Британская Армия           | 5 апреля 1993    | 12 декабря 1994  |
| 21. | генерал Джереми МакКензи           |      | Британская Армия           | 12 декабря 1994  | 30 ноября 1998   |
| 22. | генерал Руперт Смит                |      | Британская Армия           | 30 ноября 1998   | 17 сентября 2001 |
| 23. | генерал Дитер Штокманн             |      | Сухопутные войска Германии | 17 сентября 2001 | 18 сентября 2002 |
| 24. | адмирал Райнер Фейст               |      | ВМС Германии               | 18 сентября 2002 | 1 октября 2004   |
| 25. | генерал Джон Риф                   |      | Британская Армия           | октябрь 2004     | октябрь 2007     |
| 26. | генерал Джон МакКолл               |      | Британская Армия           | октябрь 2007     | март 2011        |
| 27. | генерал Ричард Ширрефф             |      | Британская Армия           | март 2011        | март 2014        |
| 28. | генерал Эдриан Брэдшо              |      | Британская Армия           | март 2014        | март 2017        |
| 29. | генерал Джеймс Эверард             |      | Британская Армия           | март 2017        | апрель 2020      |
| 30. | генерал Тим Рэдфорд                |      | Британская Армия           | апрель 2020      | июль 2023        |
| 31. | адмирал Кит Блаунт                 |      | Королевский флот           | июль 2023        |                  |